# Schwarzenbach (Gemeinde Opponitz)
Schwarzenbach ist eine Ortschaft und eine Katastralgemeinde der Gemeinde Opponitz im Bezirk Amstetten in Niederösterreich.

## Geschichte
Laut Adressbuch von Österreich waren im Jahr 1938 in Schwarzenbach mehrere Landwirte ansässig, zudem gab es ein Elektrizitätswerk der II. Wiener Hochquellenleitung der Gemeinde Wien.

## Siedlungsentwicklung
Zum Jahreswechsel 1979/1980 befanden sich in der Katastralgemeinde Schwarzenbach insgesamt 94 Bauflächen mit 18443 m² und 34 Gärten auf 257671 m², 1989/1990 bestanden ebenfalls 94 Bauflächen. 1999/2000 war die Zahl der Bauflächen auf 106 angewachsen und 2009/2010 befanden sich 77 Gebäude auf 84 Bauflächen.

## Landwirtschaft
Die Katastralgemeinde ist sowohl land- als auch forstwirtschaftlich geprägt. 388 Hektar wurden zum Jahreswechsel 1979/1980 landwirtschaftlich genutzt und 390 Hektar waren forstwirtschaftlich geführte Waldflächen. 1999/2000 wurde auf 324 Hektar Landwirtschaft betrieben und 463 Hektar waren als forstwirtschaftlich genutzte Flächen ausgewiesen. Ende 2018 waren 309 Hektar als landwirtschaftliche Flächen genutzt und Forstwirtschaft wurde auf 463 Hektar betrieben. Die durchschnittliche Bodenklimazahl von Schwarzenbach beträgt 18,1 (Stand 2010).